# Marta May
Marta May, pseudonimo di María Jesús Mayor Ávila (Santander, 14 giugno 1939), è un'attrice spagnola.

## Biografia
Studia danza classica e chitarra spagnola prima di fare il suo debutto come attrice di teatro nel 1956. Attende fino al 1964 per apparire nel suo primo ruolo importante al cinema, con la produzione italo-iberica I gemelli del Texas di Steno.
Sposata con lo sceneggiatore, attore e regista spagnolo José María Forn, recita spesso nei film del marito e con La piel quemada (1967) ottiene, nel 1968, il premio C.E.C. come miglior attrice, uno dei maggiori riconoscimenti spagnoli.
La sua carriera comprende film western: Ringo il texano (1966) di Lesley Selander, Saranda (1970) di Manuel Esteba, Antonio Mollica; film avventurosi come Gli amori di Angelica (1966) di Luigi Latini De Marchi, Teste tagliate (1970) di Glauber Rocha e i thriller horrorifici Pastel de sangre (1971) di Francesc Bellmunt, Gatti rossi in un labirinto di vetro (1975) di Umberto Lenzi.
Dagli anni ottanta all'attività cinematografica alterna anche quella televisiva, sia come attrice che come conduttrice di programmi.
La sua ultima interpretazione è nel film Le età di Lulú (1990) di Bigas Luna.

## Filmografia

### Cinema
- I gemelli del Texas (1964)
- Fuerte perdido (1965)
- El primer cuartel (1966)
- Sette pistole per el gringo (Río maldito), regia di Juan Xiol (1966)
- Ringo il texano (The Texican), regia di Lesley Selander (1966)
- Gli amori di Angelica (1966)
- La piel quemada (1967)
- Las piernas de la serpiente (1970)
- Saranda (1970)
- Il delitto della signora Reynolds (1970)
- Metamorfosis (1970)
- Pulsus (1970)
- La mujer celosa (1970)
- Teste tagliate (Cabezas cortadas), regia di Glauber Rocha (1970)
- Pastel de sangre (1971)
- Horror Story (1972)
- La respuesta (1975)
- Gatti rossi in un labirinto di vetro (1975)
- Metralleta 'Stein' (1975)
- El avispero (1976)
- La ciutat cremada (1976)
- La ràbia (1978)
- Companys, procés a Catalunya (1979)
- Cara quemada (1980)
- Putapela (1981)
- El vicari d'Olot (1981)
- Puny clos (1982)
- Un, dos, tres... ensaïmades i res més (1985)
- Phoenix the Warrior (1988)
- La cruz de Iberia (1990)
- Le età di Lulù (1990)

### Televisione
- Un encargo original – serie TV, 1 episodio (1983)
  - El arte de mirar
  - La comedia – serie TV, 1 episodio (1983)
  - Sólo para hombres